# Thermocellio nodulosus
Thermocellio nodulosus is een pissebed uit de familie Porcellionidae. De wetenschappelijke naam van de soort is voor het eerst geldig gepubliceerd in 1942 door Karl Wilhelm Verhoeff.